# Antoś pierwszy raz w Warszawie

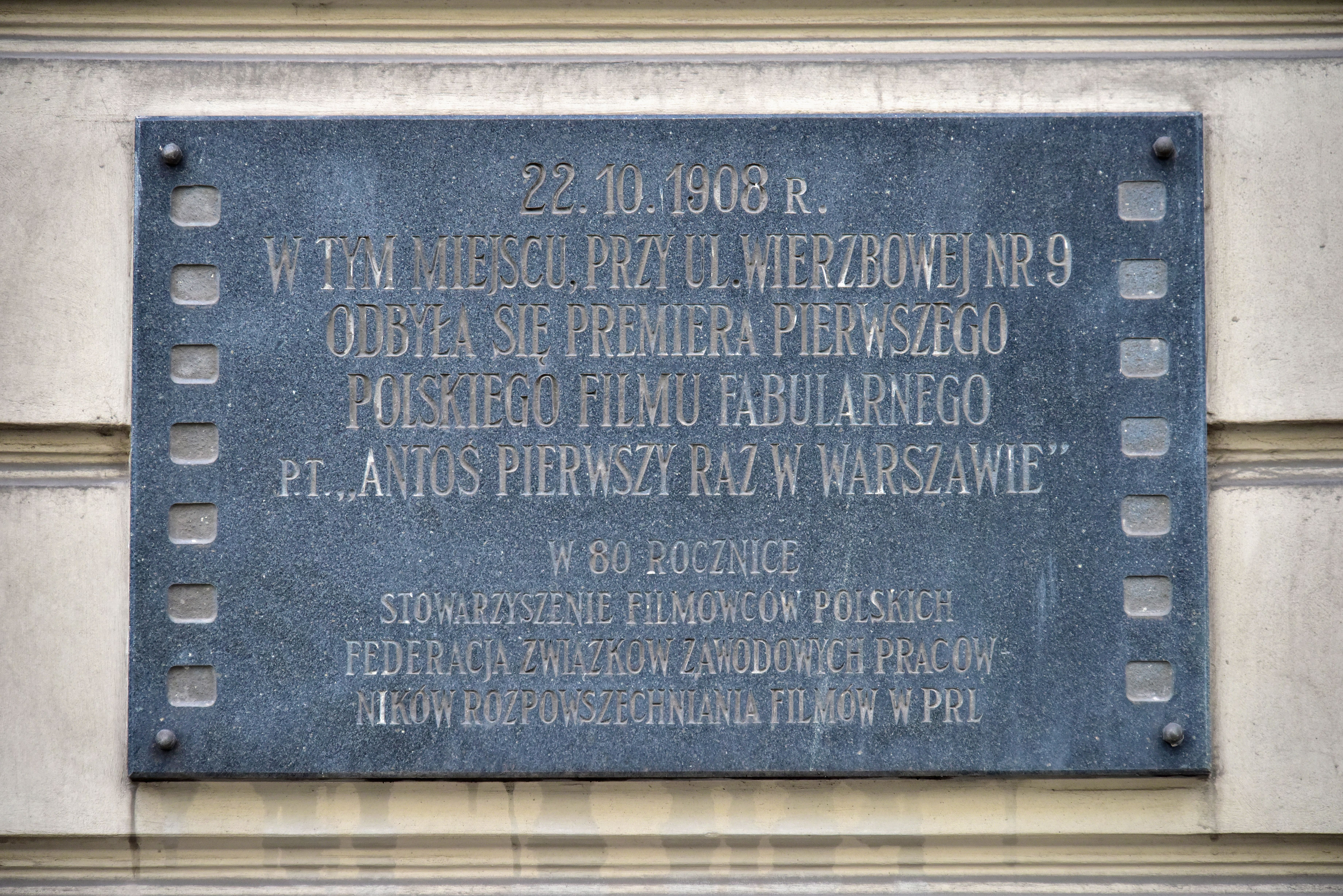
Tablica upamiętniająca pierwszy pokaz filmu przy ul. Wierzbowej 5/7 w Warszawie

Antoś pierwszy raz w Warszawie – polski film niemy z 1908 roku. Jest to jeden z pierwszych polskich filmów fabularnych, obok m.in. Powrotu birbanta (1902), Przygód dorożkarza (1902) i Pruskiej kultury (1908). Główną rolę zagrał w nim znany polski aktor komediowy tego okresu, Antoni Fertner. Film przedstawia przygodę niezdary, który przybył pierwszy raz do Warszawy i bawi się w towarzystwie prostytutek. Film nie zachował się do dziś.

## Fabuła
Opowiedzianą w filmie historię znamy z relacji Antoniego Fertnera. Film przedstawia rozmaite perypetie niezdary, który przyjeżdża do Warszawy z prowincji. Bohater jest pod wrażeniem miasta i zachowuje się „jak niemowlę poznające dopiero barwy i smak życia”. Większa część akcji rozgrywała się w modnych ogródkach warszawskich kawiarni. Tam Antoś zostaje uwiedziony przez dwie prostytutki, które odwracają jego uwagę i rabują jego pieniądze, które odkładał specjalnie na wizytę w stolicy.

## Produkcja
Film został zrealizowany w październiku 1908 roku z inicjatywy właścicieli warszawskiego kina Oaza. Jako reżysera zatrudniono francuskiego filmowca Georgesa Meyera, który przyjechał w tym celu z moskiewskiego oddziału Pathé. Fabuła filmu miała nawiązywać do polskich tradycji literacko-artystycznych, w tym do wodewilu Feliksa Szobera Podróż po Warszawie z 1876 roku. Zdaniem Tadeusza Lubelskiego najważniejszym twórcą zaangażowanym w produkcję filmu był Antoni Fertner, aktor komediowy znany ze stołecznych teatrzyków ogródkowych. Wykreował on w filmie postać Antosia, pulchnego niezdary, rozpoznawalnego już dla widowni teatralnej.
W latach 1908–1910 Meyer nakręcił w Warszawie kilkanaście innych filmów, a także wyszkolił operatora Jana Skarbka-Malczewskiego.

## Obsada
- Antoni Fertner – Antoś
- Józefina Kowalewska – warszawianka
- Iza Kołpakówna – warszawianka

## Upamiętnienie
- W drugiej połowie lat 80. XX wieku na frontowej ścianie budynku przy ul. Wierzbowej 5/7 w Warszawie odsłonięto tablicę upamiętniającą premierę filmu w znajdującym się w tym miejscu budynku pod nr 9[6].